# Saccostomus mearnsi
Saccostomus mearnsi es una especie de roedor de la familia Nesomyidae.

## Distribución geográfica
Se encuentran en Etiopía, Kenia, Somalia, Tanzania y Uganda.

## Hábitat
Su hábitat natural son: sabana, secas subtropicales o tropicales matorrales secos, desiertos calientes y tierras de cultivo.